# پیتر هویسترا
پیتر هویسترا (هلندی: Pieter Huistra؛ زادهٔ ۱۸ ژانویهٔ ۱۹۶۷) مربی و بازیکن سابق فوتبال اهل پادشاهی هلند است.

## باشگاهی
از باشگاه‌هایی که در آن بازی کرده‌است می‌توان به باشگاه فوتبال سانفریس هیروشیما، باشگاه فوتبال رنجرز، توئنته، خرونینگن، و خرونینگن، و تیم ملی فوتبال هلند اشاره کرد.

## تیم ملی
وی همچنین در تیم ملی فوتبال Netherlands بازی کرده‌است.